# Bad Girl (canción de Avril Lavigne)
«Bad Girl» — en español: «Chica mala» — es una canción de la cantautora canadiense Avril Lavigne junto a la participación del cantante Marilyn Manson perteneciente a su quinto álbum de estudio, Avril Lavigne (2013). Fue escrita por Lavigne, Chad Kroeger y David Hodges, mientras que la canción fue producida por Kroeger y Hodges. 

## Antecedentes y lanzamiento
La canción «Bad Girl» fue compuesta por Avril Lavigne, Chad Kroeger y David Hodges, mientras que la canción fue producida por Kroeger y Hodges. La decisión de incluir la participación de Marilyn Manson fue a última hora, después de que la intérprete escuchara la pista, pensó que el cantante complementaría la canción. Avril Lavigne le envió un mensaje de texto a las cuatro de la mañana pidiéndole que prestará su voz a la canción, finalmente el tema fue grabado un día en la madrugada. En una entrevista con Billboard , Lavigne describió a «Bad Girl» como una de las canciones de rock "más oscuras y pesadas" en su álbum homónimo.
El tema es una canción nu metal y mezcla el pop con el rock industrial, además de tener elemento glam rock y punk rock. La pista formó parte de toda la gira de Avril Lavigne para la promoción de dicho álbum homónimo.

## Crítica y recepción
El tema recibió diversas opiniones de los críticos, algunos consideraron que era una desviación del trabajo anterior de Lavigne, mientras que la gran mayoría fueron opiniones positivas; algunos críticos felicitaron su energía, mientras que otros la consideraron una pesadilla o repugnante. Jason Lipshut, de Billboard, la catalogó como una "música rock, descuidada y embarrada, como debería ser", elogiando a los cantantes por convertir la canción en un "caos glorioso". Kyle Fowley de Slant Magazine sintió que «Bad Girl" carecía de la honestidad del sencillo " Complicated " (2002) de Lavigne , llamándolo una "pieza aburrida de nü-metal, con una actuación telefónica de una Marilyn Manson desinteresada". Chuck Eddy de Rolling Stone lo consideró caricaturesco y carente del espíritu juguetón de «Hello Kitty", otra canción del álbum homónimo de Lavigne. Stephen Thomas Erlewine de AllMusic encontró desagradable a «Bad Girl", en parte porque fue coescrita por Kroeger, el entonces esposo de Lavigne. Nick Catucci de Entertainment Weekly elogió la voz enérgica de Lavigne y Manson, mientras que The Denver Post lo calificó como uno de los "himnos pop" del álbum.
La canción llegó a 58 en la lista Gaon de Corea del Sur con 4.511 copias vendidas en su primera semana y en el número 88 en el Hot 100 canadiense de Billboard.

## Créditos y personal
Créditos adaptados de Genius.
- Avril Lavigne - Voz principlal y composición.
- Chad Kroeger - Composición, producción y  guitarra
- David Hodges -  Composición, producción y  programación
- Marilyn Manson - Vocales
- Chad Copelin - Programación, bajo
- Steven Miller - Guitarra
- Justin Glasco - Batería
- Chris Lord-Alge - Mezcla

## Posicionamiento
| Listas (2013)              | Mejor posición |
| -------------------------- | -------------- |
| Canadá (Canadian Hot 100)  | 88             |
| Corea del Sur (Gaon Chart) | 58             |